# Unge Adrians lidanden
Unge Adrians lidanden är en brittisk komedidramaserie för ungdomar från 1987. Serien producerades av Thames Television och FremantleMedia. Den baseras på Sue Townsends bok Unge Adrians lidanden, och handlar om tonårige Adrian Mole och hans familj och vänner i thatcherismens England. Titelrollen spelas av Gian Sammarco.
Serien visades i SVT 1991.

## Om serien
Seriens vinjettmusik blev en mindre hit; Profoundly in love with Pandora skrevs av Chaz Jankel och Ian Dury och framfördes av den senare.

## Roller i urval
- Gian Sammarco – Adrian Mole
- Stephen Moore – George Mole
- Lulu – Pauline Mole
- Beryl Reid – farmor May Mole
- Bill Fraser – Bert Baxter
- Steven Mackintosh – Nigel Partridge
- Doris Hare – Queenie Baxter
- Lindsey Stagg – Pandora Braithwaite

## Avsnitt
1. Falklands War
2. Skating Rink
3. Skegness
4. Mum Gives Birth
5. Reconciliation
6. Church in Hull